# Ален Казанова
Ален Казанова (фр. Alain Casanova, нар. 15 жовтня 1961, Клермон-Ферран) — французький футболіст, що грав на позиції воротаря. По завершенні ігрової кар'єри — футбольний тренер. Наразі очолює тренерський штаб команди «Тулуза».
Виступав протягом кар'єри за клуби «Гавр» та «Тулуза».

## Ігрова кар'єра
Вихованець футбольного клубу «Курнон-д'Овернь» та Національного інституту футболу Віші.
У дорослому футболі дебютував 1982 року виступами за «Гавр», в якому провів вісім сезонів, взявши участь у 210 матчах чемпіонату. Більшість часу, проведеного у складі «Гавра», був основним гравцем команди.
Протягом 1990–1992 років перебував у структурі «Марселя», проте жодної гри за основну команду клубу не провів. Був, зокрема, запасним воротарем у програному Фіналі Кубка європейських чемпіонів 1991.
1992 року перейшов до «Тулузи», за яку відіграв 3 сезони. У складі «Тулузи» перші два сезони був основним воротарем, а з літа 1994 став запасним та грав лише в кубкових матчах. Завершив професійну кар'єру футболіста у «Тулузі» 1995 року.

## Кар'єра тренера
Після завершення ігрової кар'єри залишився в «Тулузі» як тренер. Перші роки працював тренером воротарів у штабах Роллана Курбіса, Алена Жиресса та Гі Лякомба, а з 2001 та приходом на посаду президента Олів'є Садрана став помічником головного тренера. 2006 року отримав диплом головного тренера.
30 травня 2008 року очолив тренерський штаб клубу «Тулуза», замінивши Елі Бопа. Під керівництвом Казанови «Тулуза» стала міцним середняком Ліги 1 та показувала непогані результати: 4-те місце в чемпіонаті та кваліфікація в єврокубки, два кубкові півфінали, прогрес молодих гравців та зокрема Віссама Бен Єддера. 16 травня 2015, коли клуб перебував у зоні вильоту, Казанова та керівництво клубу припинили співпрацю за згодою сторін.
1 липня 2016 став головним тренером «Ланса», який виступав у Лізі 2. У першому сезоні оголосив задачею вихід до Ліги 1, хоча керівництво клубу ставило таке завдання лише на наступний сезон. За підсумками сезону команді не вистачило лише одного очка для підвищення в класі. Вболівальники закидали Казанові погану комунікацію , невдалу трансферну кампанію та надмірну довіру деяким гравцям (зокрема, Джону Бостоку). У сезоні 2017/18 під керівництвом Казанови «Ланс» розпочав сезон катастрофічно: замість боротьби за підвищення в класі команда програла чотири перші матчі та боролася за виживання в Лізі 2. На знак протесту проти гри команди вболівальники вибігли на поле в матчі з «Брестом», вимагаючи відставки тренера, що керівництво клубу й зробило 20 серпня.
25 червня 2018 повернувся до «Тулузи», яка в попередньому сезоні ледь зберегла місце в Лізі 1. Керівництво клубу вирішило знову призначити його з огляду на успішні результати в попередній період. Втім, другий період виявився коротшим і менш успішним: уже 10 жовтня 2019 Казанова подав у відставку. Причиною того стали, з одного боку, незадовільні спортивні результати (півтора місяці без перемог, поразка в дербі від «Бордо» та третє місце з кінця), з іншого боку, невдоволення й погрози вболівальників, які заважали тренерові спокійно працювати.